# Lijst van nummer 1-hits in De Afrekening in 2011
Deze nummers stonden in 2011 op nummer 1 in De Afrekening van Studio Brussel:
| Datum                           | Artiest              | Titel                                      |
| ------------------------------- | -------------------- | ------------------------------------------ |
| 8 januari                       | Triggerfinger        | All This Dancin' Around                    |
| 15 januari                      | Triggerfinger        | All This Dancin' Around                    |
| 22 januari                      | Triggerfinger        | All This Dancin' Around                    |
| 29 januari                      | Triggerfinger        | All This Dancin' Around                    |
| 5 februari                      | Triggerfinger        | All This Dancin' Around                    |
| 12 februari                     | Triggerfinger        | All This Dancin' Around                    |
| 19 februari                     | Triggerfinger        | All This Dancin' Around                    |
| 26 februari                     | Triggerfinger        | All This Dancin' Around                    |
| 5 maart                         | Triggerfinger        | All This Dancin' Around                    |
| 12 maart                        | Triggerfinger        | All This Dancin' Around                    |
| 19 maart                        | Triggerfinger        | Love Lost in Love                          |
| 26 maart                        | Triggerfinger        | Love Lost in Love                          |
| 2 april                         | Intergalactic Lovers | Delay                                      |
| 9 april                         | Intergalactic Lovers | Delay                                      |
| 16 april                        | Intergalactic Lovers | Delay                                      |
| 23 april                        | Das Pop              | The Game                                   |
| 30 april                        | Das Pop              | The Game                                   |
| 7 mei                           | Das Pop              | The Game                                   |
| 14 mei                          | Foo Fighters         | Rope                                       |
| 21 mei                          | Foo Fighters         | Rope                                       |
| 28 mei                          | SX                   | Black Video                                |
| 4 juni                          | SX                   | Black Video                                |
| 11 juni                         | Agnes Obel           | Riverside                                  |
| 18 juni                         | Arctic Monkeys       | Don't Sit Down Cause I've Moved Your Chair |
| 25 juni                         | Arctic Monkeys       | Don't Sit Down Cause I've Moved Your Chair |
| 2 juli                          | School is Cool       | In Want of Something                       |
| 9 juli                          | School is Cool       | In Want of Something                       |
| 16 juli                         | School is Cool       | In Want of Something                       |
| 23 juli                         | Foo Fighters         | Walk                                       |
| 30 juli                         | Foo Fighters         | Walk                                       |
| 6 augustus                      | Elbow                | Lippy Kids                                 |
| 13 augustus                     | Elbow                | Lippy Kids                                 |
| 20 augustus                     | Foo Fighters         | Walk                                       |
| 27 augustus                     | Foo Fighters         | Walk                                       |
| 3 september                     | Foo Fighters         | Walk                                       |
| 10 september                    | / Gotye ft. Kimbra   | Somebody That I Used To Know               |
| 17 september                    | / Gotye ft. Kimbra   | Somebody That I Used To Know               |
| 24 september                    | / Gotye ft. Kimbra   | Somebody That I Used To Know               |
| 1 oktober                       | / Gotye ft. Kimbra   | Somebody That I Used To Know               |
| 8 oktober                       | / Gotye ft. Kimbra   | Somebody That I Used To Know               |
| 15 oktober                      | School is Cool       | World Is Gonna End Tonight                 |
| 22 oktober                      | School is Cool       | World Is Gonna End Tonight                 |
| 29 oktober                      | School is Cool       | World Is Gonna End Tonight                 |
| 5 november                      | Coldplay             | Paradise                                   |
| 12 november                     | Coldplay             | Paradise                                   |
| 19 november                     | Foo Fighters         | These days                                 |
| 26 november                     | Foo Fighters         | These days                                 |
| 3 december                      | Foo Fighters         | These days                                 |
| 10 december                     | The Black Keys       | Lonely Boy                                 |
| 17 december (De Eindafrekening) | Foo Fighters         | Walk                                       |

- Nederland (Top 40)
- Nederland (Single Top 100)
- Nederland (3FM Mega Top 50)
- Nederland (iTunes Top 30)
- Nederland (Kink 40)
- Vlaanderen (Radio 2 Top 30)
- Vlaanderen (Ultratop 50)
- Vlaanderen (Top 30 van Ultratop)
- Vlaanderen (De Afrekening)
- Wallonië
- Australië
- Canada
- Denemarken
- Duitsland
- Finland
- Frankrijk
- Ierland
- Italië
- Luxemburg
- Nieuw-Zeeland
- Noorwegen
- Oostenrijk
- Polen
- Portugal
- Spanje
- Verenigd Koninkrijk
- Verenigde Staten (Hot 100)
- Zweden
- Zwitserland